# Philippe Küpfer
Philippe Küpfer (1942-Ginebra) es un profesor, y botánico suizo. Desarrolla actividades acacdémicas en la Universidad de Neuchatel, exdirector del Laboratorio de Botánica Evolutiva y de su Herbario.

## Obra
- y.-m. Yuan, s. Wohlhauser, m. Moller, j. Klackenberg, p. Küpfer. 2005. Phylogeny and biogeography of Exacum (Gentianaceae): a disjunctive distribution in the Indian Ocean Basin resulted from long distance dispersal and extensive radiation. Systematic Biology 54: 21-34

- ------------, y. Song, k. Geuten, e. Rahelivololona, s. Wohlhauser, e. Fischer, e. Smets, p. Küpfer. 2004. Phylogeny and biogeography of Balsaminaceae inferred from ITS sequences. Taxon 32: 391-403

- k. Geuten, e. Smets, p. Schols, y.-m. Yuan, s. Janssens, p. Küpfer, n. Pyck. 2004. Conflicting phylogenies of balsaminoid families and the polytomy in Ericales: combining data in a Bayesian framework. Molecular phylogenetics and Evolution 31: 711-729

- y.-m. Yuan, s. Wohlhauser, m. Moller, p. Chassot, g. Mansion, j. Grant, p. Küpfer, j. Klackenberg. 2003. Monophyly and relationships of the tribe Exaceae (Gentianaceae) inferred from nuclear ribosomal and chloroplast DNA sequences. Molecular phylogenetics and Evolution 28: 500-517

- y. Song, y.-m. Yuan, p. Küpfer. 2003. Chromosomal evolution in Balsaminaceae, with karyological observations on 45 species from Southeast Asia. Caryologia 56: 463-48

- m. Krahenbuhl, y.-m. Yuan, p. Küpfer. 2002. Chromosome and breeding system evolution of the genus Mercurialis (Euphorbiaceae): implications of ITS molecular phylogeny. Plant Systematics and Evolution 234: 155-169

- p. Chassot, s. Nemomissa, y.-m. Yuan, p. Küpfer. 2001. High paraphyly of Swertia L. (Gentianaceae) in the Gentianella-lineages as revealed by nuclear and chloroplast DNA sequence variation. Plant Systematics and Evolution 229: 1-21

- y.-m. Yuan, p. Küpfer. 1995. Molecular Phylogenetics of the Subtribe Gentianinae (Gentianaceae) Inferred from the Sequences of Internal Transcribed Spacers (ITS) of Nuclear Ribosomal DNA. Travaux de l'Institut de Botanique de l'Université de Neuchâtel 40. Editor Institut de Botanique, 20 pp.